# Chilelopsis serena
Chilelopsis serena is een spinnensoort in de taxonomische indeling van de bruine klapdeurspinnen (Nemesiidae).
Chilelopsis serena werd in 1995 beschreven door Goloboff.